# Just Dance Kids 2
Just Dance Kids 2 es un videojuego de 2011 para Xbox 360 con Kinect, Wii  y  PlayStation Move para PlayStation 3, desarrollado por el estudio japonés Land Ho!, y parte de la franquicia Just Dance de Ubisoft. Al igual que su predecesor, Just Dance Kids 2 es un juego de música basado en baile con énfasis en canciones populares entre los niños. El juego fue lanzado el 25 de octubre de 2011 en Norteamérica, el 3 de noviembre de 2011 en Australia y el 4 de noviembre de 2011 en Europa (ambos bajo el título Just Dance Kids) y contiene 40 canciones.

## Lista de canciones
| Canción                                  | Artista                             | Año  |
| ---------------------------------------- | ----------------------------------- | ---- |
| "Accidentally in Love"                   | Counting Crows                      | 2004 |
| "Alright"                                | David Choi                          | 2011 |
| "Are You Sleeping"                       | The Just Dance Kids                 | 2011 |
| "Barbara Ann"                            | The Beach Boys                      | 1965 |
| "Burnin' Up"                             | Jonas Brothers                      | 2008 |
| "Crocodile Rock"                         | Nelly Furtado and Elton John        | 2011 |
| "Despicable Me"                          | Pharrell Williams                   | 2010 |
| "Dumb Love"                              | Sean Kingston                       | 2010 |
| "Feeling Good"                           | Michael Bublé                       | 2005 |
| "Five Little Monkeys"                    | The Just Dance Kids                 | 2011 |
| "Follow the Leader"                      | The Wiggles                         | 2007 |
| "Girls Can Too"                          | Tyler Van Der Berg                  | 2011 |
| "Hand In Hand"                           | The Just Dance Kids                 | 2011 |
| "Head, Shoulders, Knees and Toes"        | Nadia Gifford                       | 2011 |
| "Hokey Pokey"                            | The Just Dance Kids                 | 1940 |
| "Hold Still"                             | Yo Gabba Gabba!                     | 2007 |
| "I'm A Gummy Bear (The Gummy Bear Song)" | Gummibär                            | 2007 |
| "I'm Gonna Catch You"                    | Laurie Berkner                      | 2002 |
| "Intuition"                              | Selena Gomez & the Scene            | 2010 |
| "Istanbul (Not Constantinople)"          | They Might Be Giants                | 1990 |
| "Itsy Bitsy Spider"                      | The Just Dance Kids                 | 2011 |
| "Jingle Bells"                           | The Just Dance Kids                 | 1857 |
| "Jump Up!"                               | Imagination Movers                  | 2009 |
| "Just the Way You Are"                   | Bruno Mars                          | 2010 |
| "The Lion Sleeps Tonight"                | The Tokens                          | 1961 |
| "Lollipop"                               | The Chordettes                      | 1958 |
| "Love Me"                                | Justin Bieber                       | 2009 |
| "Mahna Mahna"                            | Piero Umiliani                      | 1968 |
| "On Our Way"                             | The Just Dance Kids                 | 2011 |
| "Party Goes Down"                        | The Just Dance Kids                 | 2011 |
| "Positivity"                             | Ashley Tisdale                      | 2007 |
| "The Robot Song"                         | Yo Gabba Gabba!                     | 2008 |
| "Rocketeer"                              | Far East Movement feat. Ryan Tedder | 2010 |
| "Shake Your Groove Thing"                | Peaches & Herb                      | 1978 |
| "The Shimmie Shake!"                     | The Wiggles                         | 2008 |
| "Something That I Want"                  | Grace Potter                        | 2010 |
| "Song 2"                                 | Blur                                | 1997 |
| "Start All Over"                         | Miley Cyrus                         | 2007 |
| "Summer School"                          | Twirl                               | 2011 |
| "Whip My Hair"                           | Willow Smith                        | 2010 |

Todas las canciones incluidas en el juego, excluyendo las de The Wiggles, Yo Gabba Gabba!, David Choi, Tyler Van Der Berg y Twirl, son una versión especial del juego, no la original.